# 六书故
《六书故》，作者戴侗（南宋進士），訓詁學「奇書」，大量收录吴语尤其温州話，並且大胆收录俗字、俗音，郑张尚芳譽之為「研究吴语史最重要资料」。元代延佑七年（1320年）由赵凤仪初刻并序。

## 版本
乾隆四庫全書版本删削極多。現代通行本是2012年中華書局由党怀兴、刘斌点校版。